# Nickers
Nickers fue un programa de Nickelodeon creado en España, México, Brasil y Argentina, fue transmitido en Latinoamérica y España y era un programa similar a Zapping Zone de Disney Channel. En el programa se mostraban 10 minutos con los conductores presentando Nicktoons como Bob Esponja, El Tigre, Los X, Los Padrinos Mágicos, Tak y el Poder de Juju y Catscratch. Como dato raro, Nickers se dejó de emitir en todos los países que lo emitían debido a baja audiencia, el programa se cancelo. Las páginas brasileña, española, argentina y la mexicana ya no están disponibles.

## Horario
Nickers actualmente dejó de transmitirse por falta de audiencia, 
Pero su Horario era:
- Lunes a viernes de 4:00 p. m. a 5:00 p. m. en México Perú y Venezuela
- Lunes a viernes de 6:00 p. m. a 7:00 p. m. en Argentina y Chile
- Lunes a viernes de 5:50 p. m. a 8:15 p. m. en España
- Lunes a viernes de 5:00 p. m. a 6:00 p. m. en Colombia y República Dominicana
- Lunes a viernes de 6:30 p. m. a 8:00 p. m. en Brasil

Nota: Républica Dominicana es parte de la señal de Colombia, pero se diferencia por una hora más

## Juegos
Estos fueron los juegos de Nickers:
- Pregunta y Respuesta: primero preguntan cuál es tu canal favorito y después el programa del canal, después de que el concursante diga el programa uno dice la pregunta sobre el programa elegido.
- Internickers: Era una votación en tiempo real donde se podía votar por el nicktoon que saldría al aire en el siguiente bloque, tenía el mismo formato que el pasado bloque de Nickelodeon InterNick.

## Premios
Los premios eran:
- Una mochila Nickers
- Una Libreta Nickers
- Una polera Nickers
- Un Domo o un mini Domo
- Un guarda Celulares Nickers

## Series emitidas durante el bloque
- Bob Esponja
- Los padrinos mágicos
- Catscratch
- Los Equis
- El Tigre: las aventuras de Manny Rivera
- Tak y el Poder de Juju
- Jimmy Neutrón (solo en Brasil)
- La robot adolescente (solo en Brasil)

## Conductores

### Versiónmexicana
- Thali García
- Alexander Da Silva

### Versiónargentina
- Sabrina Macchi
- Guido Botto

### Versiónbrasileña
- Dinho
- Américo Fazzio
- Bianca

### Versiónespañola
- Daniel Morilla
- Ana Portolés

## Mascota
La mascota del programa es un Domo, un personaje muy famoso en Japón, en donde originalmente funge como la mascota de la cadena de televisión japonesa NHK. Es un Monstruo de color Café en forma de Cuadrado.
Se acostumbra regalar el Domo en Juegos.